# Autobianchi A111
De Autobianchi A111 is een tussen 1969 en 1972 geproduceerd automodel van de Italiaanse autofabrikant Autobianchi, die sinds de oprichting in 1955 gedeeltelijk en vanaf 1967 volledig tot de FIAT-groep behoorde.

## Geschiedenis
In het midden van de jaren zestig werd onder leiding van Dante Giacosa een opvolger van de Fiat 1300/1500 ontwikkeld, waarbij verschillende concepten werden nagestreefd, waaronder het "Project 123", een vierdeurs sedan met dwars voorin geplaatste motor en voorwielaandrijving op basis van de Primula die was ontworpen in de stijl van de "nieuwe zakelijkheid". Maar Fiat koos uiteindelijk voor een conservatief geconstrueerde auto, de Fiat 124 die in 1966 aan het publiek werd gepresenteerd en goed verkocht.
Project 123 werd klaargemaakt voor serieproductie en gepresenteerd in juni 1969 als Autobianchi 111. Het nieuwe model was in het modellengamma gepositioneerd boven de Primula, die vanaf dat moment alleen nog als twee-, drie- en vijfdeurs beschikbaar was. De auto was uitgerust met de 51 kW (70 pk bij 5500 tpm) sterke 1438 cc viercilinder zijklepmotor die ook in de Primula Coupe S werd gebruikt. In de A111 werd deze echter onder een hoek van 20 graden ingebouwd. De koppeling werd hydraulisch bediend, de volledig gesynchroniseerde versnellingsbak had vier versnellingen. Met deze motor bereikte de auto een topsnelheid van 155 km/u. Het onderstel kwam grotendeels overeen met dat van de Primula.
Aan het einde van de jaren zestig werd passieve veiligheid in de autobouw belangrijker: de plaatsing van de tandheugelbesturing, de deursloten, de locatie van de brandstoftank en de bevestiging van de voorstoelen werden ontworpen volgens de laatste bevindingen met betrekking tot de bescherming van inzittenden. Bovendien waren op alle vier de wielen schijfremmen gemonteerd.
Tegelijk met de A111 kwam in 1969 ook de Fiat 128 op de markt, die net iets kleiner was maar technisch min of meer gelijk. De Fiat 124 was even groot als de A111 maar een stuk ouderwetser. De A111 werd daarom hoger in de markt gepositioneerd. De sedan had een uitgebreide standaarduitrusting en werd voor een relatief hoge prijs aangeboden. In 1972 bood de Nederlandse importeur Leonard Lang de A111 aan voor 9804 gulden, bijna 1500 gulden meer dan een vergelijkbare Fiat 124 S. Daardoor bleef de A111 een exclusieve verschijning.
In 1972 eindigde de productie van de A111 na bijna 57.000 geproduceerde exemplaren.